# Radiowce

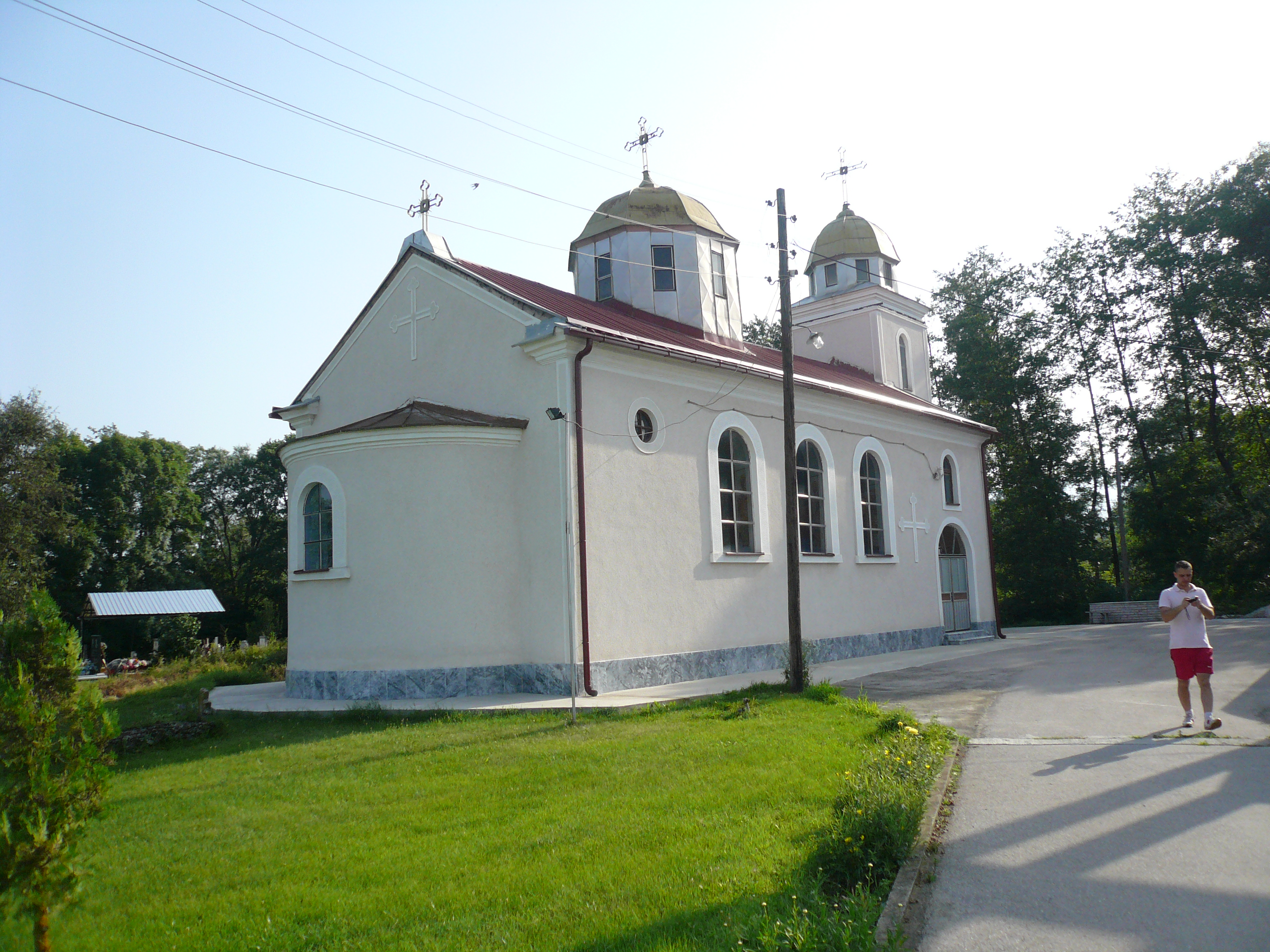
Kościół prawosławny św. Atanazego

Radiowce (maced. Радиовце/Radiovce) – wieś w północno-zachodniej Macedonii Północnej, w gminie Brwenica.